# Knock Knock (2015)
Knock Knock (bra: Bata Antes de Entrar; prt: Knock Knock - Perigosas Tentações) é um filme chileno-estadunidense de 2015, dos gêneros terror e suspense erótico, dirigido por Eli Roth, que coescreveu o roteiro com Guillermo Amoedo e Nicolás López.
Lançado em 9 de outubro de 2015 pela Lionsgate Premiere, tem no elenco Keanu Reeves, Lorenza Izzo e Ana de Armas. É um tipo de reimaginação moderna do filme Death Game, de 1977, dirigido por Peter S. Traynor e estrelado por Sondra Locke e Colleen Camp. Todos os três indivíduos participaram da produção de Knock Knock, enquanto Camp também teve uma participação especial no filme mais recente.

## Elenco
- Keanu Reeves como Evan Webber
- Lorenza Izzo como Genesis
- Ana de Armas como Bel
- Ignacia Allamand como Karen Alvarado
- Dan Baily como Jake
- Megan Baily como Lisa
- Aaron Burns como Louis
- Colleen Camp como Vivian
- Otto como Macaco

## Produção
Em 4 de abril de 2014, Keanu Reeves foi adicionado ao elenco para interpretar Evan Webber. A atriz chilena Ignacia Allamand também se juntou ao filme. As filmagens aconteceram em Santiago do Chile. Eli Roth afirmou que filmar no Chile é mais fácil do que nos Estados Unidos.

## Lançamento
Em 26 de janeiro de 2015, Lionsgate adquiriu os direitos de distribuição do filme. Knock Knock estreou no Festival de Cinema de Sundance em 23 de janeiro de 2015. O filme foi lançado em 9 de outubro de 2015, nos Estados Unidos.

### Mídia doméstica
Knock Knock foi lançado em DVD e Blu-ray em 8 de dezembro de 2015.

## Recepção critica
No Metacritic, o filme tem uma pontuação de 53 em 100, com base em 22 críticos, indicando que recebeu "críticas mistas ou medianas". Rotten Tomatoes relata uma taxa de aprovação de 36%, com base em 72 avaliações, com uma classificação média de 5.2/10. O consenso do site afirma: "Knock Knock traz muito talento para suportar sua abordagem satírica do terror da tortura, mas não o suficiente para superar sua história repetitiva ou tom equivocadamente exagerado."
Dread Central concedeu-lhe uma pontuação de quatro em cinco, dizendo "o que temos é um filme de invasão de casa para a geração de mídia social (sim, ele apresenta mídia social em seu enredo) que deve fazer você pensar duas vezes antes de oferecer calor e abrigo para um estranho em uma noite escura e tempestuosa."